# Jordan Stewart
Jordan Stewart, född 3 mars 1982 i Birmingham, är en engelsk fotbollsspelare som senast spelade för San Jose Earthquakes. Hans position är vänsterback. Under 1999-2005 spelade Stewart för Leicester City FC där han gjorde 127 matcher/6 mål. Han var även utlånad 2000 till Bristol Rovers FC.
Stewart gjorde självmål i den 33:e minuten när Watford mötte Arsenal den 14 oktober 2006. Arsenal vann matchen med 3-0. 
Den 30 maj 2008 skrev Stewart och Watford lagkamraten Nathan Ellington på för Derby County FC.